# Cheilanthes cantangensis
Cheilanthes cantangensis là một loài thực vật có mạch trong họ Adiantaceae. Loài này được (R.M. Tryon) R.M. Tryon miêu tả khoa học đầu tiên năm 1989.